# SQL/MED
SQL/MED (англ. Management of External Data — керування зовнішніми даними) — розширення стандарту SQL, визначене в ISO/IEC 9075-9:2008 (спочатку визначене для SQL:2003). SQL/MED забезпечує розширення SQL, які визначають обгортки зовнішніх даних і типи посилань на дані, щоб дозволяти SQL керувати зовнішніми даними. Зовнішніми називаються дані, які доступні SQL СКБД, але не керовані нею. Цей стандарт може використовуватися при розробці федеративних систем баз даних.

## Реалізації
- PostgreSQL підтримує деякі SQL/MED, починаючи з версії 9.1. Версія 9.2 підтримує більше.[1]
- LucidDB має підтримку SQL/MED.[2]
- MariaDB має підтримку SQL/MED з підсистемою зберігання CONNECT.[3] Ця реалізація використовує синтаксис, відмінний від офіційного стандарту.
- Farrago має підтримку SQL/MED.[4]
- IBM DB2 з підтримкою SQL/MED.[5]